# L’Adroit-Klasse
Die L’Adroit-Klasse war eine Klasse von vierzehn Zerstörern der französischen Marine. Die Schiffe der Klasse wurden nach der Flottenkonferenz von 1922 als vergrößerte Version der vorangegangenen Bourrasque-Klasse geplant und später im Zweiten Weltkrieg eingesetzt.

## Aufbau
Die L’Adroit-Klasse ähnelte mit ihren drei Schornsteinen der Vorgängerklasse. Neben der etwas größeren Schifflänge, fehlte aber die 75-mm-Flugabwehrkanone mittschiffs und die Scheinwerfer waren anders angeordnet. Innerhalb des Rumpfes nahm man verschiedene Veränderungen vor und verlegte, unter anderem, etwa das Magazin für die Wasserbomben, das sich bei der Bourrasque-Klasse an Backbord, direkt neben dem Magazin mit der 130-mm-Munition befunden hatte, weiter in Richtung Heck. Den dortigen Wassertank teilte man und fasste mit ihm das Wasserbomben-Magazin an beiden Seiten ein, um zusätzlichen Schutz zu gewähren.
Die Dicke des verwendeten Stahls und Fertigung durch Vernieten, blieben bei der L’Adroit-Klasse unverändert.

### Maschinen
Die Schiffe führten 386 Tonnen Schweröl mit, das in Schmalrohrwasserkesseln verbrannt wurde um Wasser zu verdampfen. Der Dampf trieb die Turbinen an, die ihre Kraft über zwei Wellen auf zwei Propeller übertrugen.
Acht Schiffe erhielten Parsons-Turbinen, vier waren mit Zoelly-Schneider-Turbinen ausgerüstet und eines bekam eine Zoelly-Fives-Lille-Turbine. Die Basque war mit einem Prototyp einer Rateau-Turbine ausgestattet.

### Bewaffnung
Die Schiffe trugen die gleiche Bewaffnung in der gleichen Anordnung wie die Bourrasque-Klasse, mit Ausnahme des fehlenden 75-mm-Geschützes. Von vier einzelnen 130-mm-Geschützen mit Schutzschild, waren je zwei auf dem Vor- und Achterschiff aufgestellt, wobei das jeweils innere Geschütz überhöht verbaut war.
Die Geschütze der L’Adroit-Klasse selbst waren jedoch eine modernere Ausführung als die 130-mm-Mle-1919-Kanonen der Bourrasque-Klasse. Die 130-mm-L/40-Mle 1924 sollte eine höhere Feuergeschwindigkeit von 8 bis 9 Schuss pro Minute besitzen, jedoch wurden nur 5 bis sechs Schuss erreicht. Eine 34,85 kg schwere Sprenggranate konnte damit etwa 18.000 Meter weit geschossen werden.
Zur Flugabwehr waren zwei einzelne 37-mm-L/50-Mle-1928-Kanonen verbaut, denen Munition aus Kastenmagazinen mit je 5 Schuss zugeführt wurde. Diese Bewaffnung erwies sich im Zweiten Weltkrieg mit den viel schnelleren Flugzeugen jedoch als unzureichend.
Zu Kriegsbeginn begann man mit der Installation von 13,2-mm-L/76-Zwillingsmaschinengewehren auf dem Brückenaufbau und stockte die Flugabwehr bei den überlebenden Schiffen, je nach Möglichkeit, mit 25-mm- und 37-mm-Kanonen weiter auf.
Die Schiffe trugen zwei Sätze mit je drei Torpedorohren in der Schiffsmitte, die zu beiden Seiten geschwenkt werden konnten. Mitgeführt wurden 550-mm-Mle-1919D-Torpedos, die mit 35 Knoten 6000 Meter, oder mit 25 Knoten 14000 Meter Reichweite hatten. Die Waffe verbrannte Kerosin, um mit dem erzeugten Dampfgas den Propeller anzutreiben und einen rund 250 kg schweren Sprengkopf zum Ziel zu transportieren.

## Schiffe der Klasse
Die Schiffe wurden auf privaten Werften gebaut. Die ersten sechs Schiffe trugen die Namen der historischen Schiffe, die der berühmte französische Freibeuter Jean Bart im 17. Jahrhundert befehligt hatte. Die nächsten vier wurden nach den Bewohnern französischer Provinzen benannt, die mit „B“ begannen, die letzten trugen Namen mit „F“.

### L’Adroit
Die L’Adroit wurde in Dünkirchen auf Kiel gelegt und lief am 1. April 1927 vom Stapel. Nach ihrer Indienststellung im Juli 1929 wurde sie Teil der französischen Flotte. Monate nach Beginn des Zweiten Weltkrieges wurde sie am 21. Mai 1940 von deutschen Bombern während der Schlacht von Dünkirchen vor der Küste schwer beschädigt und der Kommandant setzte das Schiff auf den Strand bei Malo-les-Bains. Das Munitionsmagazin unter den vorderen Türmen explodierte später und trennte dabei den Bug fast komplett vom Rest des Wracks ab. Bei Ebbe konnte das Wrack zu Fuß erreicht werden.

### L’Alcyon
Die L’Alcyon wurde im Bordeaux auf Kiel gelegt und lief im Juni 1926 vom Stapel. Nach ihrer Indienststellung im Juli 1929 wurde sie Teil der französischen Flotte. Nach der Kapitulation der französischen Streitkräfte 1940 gehörte sie in Marokko zur Flotte Vichy-Frankreichs. Nach dem Krieg wurde sie 1952 verschrottet.

### La Palme
Die La Palme wurde im Nantes auf Kiel gelegt und lief im Juni 1926 vom Stapel. Nach ihrer Indienststellung im 1928 wurde sie Teil der französischen Flotte. Nach der Kapitulation der französischen Streitkräfte 1940 gehörte sie in Toulon zur Flotte Vichy-Frankreichs. Beim Einmarsch deutscher Truppen wurde sie am 27. November 1942 von der Besatzung selbst versenkt und später verschrottet.

### La Railleuse
Die La Railleuse wurde im Juli 1925 in Nantes auf Kiel gelegt und lief im September 1926 vom Stapel. Nach ihrer Indienststellung im März 1928 wurde sie Teil der französischen Flotte. Nach der Kapitulation der französischen Streitkräfte 1940 gehörte sie in Marokko zur Flotte Vichy-Frankreichs. In Folge eines Unfalls wurde sie im März 1940 durch die Explosion eines eigenen Torpedos in Casablanca so schwer beschädigt, dass sie aufgegeben werden musste.

### Le Fortuné
Die Le Fortuné  wurde im September 1925 in Caen auf Kiel gelegt und lief im November 1926 vom Stapel. Nach ihrer Indienststellung im Juli 1928 wurde sie Teil der französischen Flotte. Nach der Kapitulation der französischen Streitkräfte im Juni 1940 wurde sie von britischen Truppen in Alexandria beschlagnahmt und interniert. Später gehörte sie 1943 wieder zur Alliierten Flotte und wurde nach dem Krieg 1950 abgebrochen.

### Le Mars
Die Le Mars wurde im Juli 1925 in Caen auf Kiel gelegt und lief im August 1926 vom Stapel. Nach ihrer Indienststellung im Januar 1928 wurde sie Teil der französischen Flotte. Nach der Kapitulation der französischen Streitkräfte gehörte sie in Toulon zur Flotte Vichy-Frankreichs. Beim Einmarsch deutscher Truppen wurde sie am 27. November 1942 von der Besatzung selbst versenkt und später verschrottet.

### Basque
Die Basque wurde 1926 in Le Havre auf Kiel gelegt und lief im Mai 1929 vom Stapel. Nach ihrer Indienststellung im März 1931 wurde sie Teil der französischen Flotte. Nach der Kapitulation der französischen Streitkräfte im Juni 1940 wurde sie von britischen Truppen in Alexandria beschlagnahmt und interniert. Später gehörte sie 1943 wieder zur Alliierten Flotte und wurde nach dem Krieg 1950 abgebrochen.

### Bordelais
Die Bordelais wurde 1926 in Bordeaux auf Kiel gelegt und lief im Mai 1928 vom Stapel. Nach ihrer Indienststellung im April 1930 wurde sie Teil der französischen Flotte. Nach der Kapitulation der französischen Streitkräfte gehörte sie in Toulon zur Flotte Vichy-Frankreichs. Beim Einmarsch deutscher Truppen wurde sie am 27. November 1942 von der Besatzung selbst versenkt und später verschrottet.

### Boulonnais
Die Boulonnais wurde 1926 in Caen auf Kiel gelegt und lief im Mai 1928 vom Stapel. Nach ihrer Indienststellung im Juni 1928 wurde sie Teil der französischen Flotte. Nach der Kapitulation der französischen Streitkräfte gehörte sie in Marokko zur Flotte Vichy-Frankreichs. Sie stellte sich der Landungsflotte während der Operation Torch entgegen und wurde am 8. November 1942 vor Casablanca von den Alliierten versenkt.

### Brestois
Die Brestois wurde 1926 in Bordeaux auf Kiel gelegt und lief im Mai 1927 vom Stapel. Nach ihrer Indienststellung im Juni 1928 wurde sie Teil der französischen Flotte. Nach der Kapitulation der französischen Streitkräfte gehörte sie in Marokko zur Flotte Vichy-Frankreichs. Sie stellte sich der Landungsflotte während der „Operation Torch“ entgegen und wurde am 8. November 1942 vor Casablanca von den Alliierten versenkt.

### Forbin
Die Forbin wurde 1927 in La Seyne auf Kiel gelegt und lief im Juli 1928 vom Stapel. Nach ihrer Indienststellung im Mai 1930 wurde sie Teil der französischen Flotte. Nach der Kapitulation der französischen Streitkräfte im Juni 1940 wurde sie von britischen Truppen in Alexandria beschlagnahmt und interniert. Später gehörte sie 1943 wieder zur Alliierten Flotte und wurde nach dem Krieg 1952 abgebrochen.

### Frondeur
Die Frondeur wurde 1927 in Bordeaux auf Kiel gelegt und lief im Juni 1929 vom Stapel. Nach ihrer Indienststellung im Oktober 1931 wurde sie Teil der französischen Flotte. Nach der Kapitulation der französischen Streitkräfte gehörte sie in Marokko zur Flotte Vichy-Frankreichs. Sie stellte sich der Landungsflotte während der „Operation Torch“ entgegen und wurde am 8. November 1942 vor Casablanca von den Alliierten versenkt.

### Foudroyant
Die Foudroyant wurde 1927 in Bordeaux auf Kiel gelegt und lief im April 1929 vom Stapel. Nach ihrer Indienststellung im Oktober 1930 wurde sie Teil der französischen Flotte. Wenige Monate nach Beginn des Zweiten Weltkrieges wurde sie am 1. Juni 1940 von deutschen Bombern während der Schlacht von Dünkirchen vor der Küste versenkt.

### Fougueux
Die Fougueux wurde 1927 in Nantes auf Kiel gelegt und lief im August 1928 vom Stapel. Nach ihrer Indienststellung im Juni 1930 wurde sie Teil der französischen Flotte. Nach der Kapitulation der französischen Streitkräfte gehörte sie in Marokko zur Flotte Vichy-Frankreichs. Sie stellte sich der Landungsflotte während der „Operation Torch“ entgegen und wurde am 8. November 1942 vor Casablanca von den Alliierten versenkt.